# Рудана (телерадиокомпания)
Телерадиокомпания «Рудана» (укр. Телерадіокомпанія «Рудана») — муниципальная информационно-развлекательная телерадиокомпания в городе Кривой Рог Днепропетровской области.

## История
Основана 10 марта 1993 года Криворожским городским советом в городе Кривой Рог Днепропетровской области.
15 октября 1993 года вышла в эфир первая телепередача.
В ноябре 1997 года получила специализированное помещение, оснащённое современным оборудованием.
По состоянию на 2006 год выход в эфир обеспечивал коллектив из 55 человек.
В 2016 году руководителем стала Наталья Власова, с 27 октября 2021 года — Анна Паукова.

## Характеристика
Крупнейшая в Криворожском регионе телерадиокомпания, потенциальными зрителями и слушателями которой являются более одного миллиона жителей города и прилегающих районов Днепропетровской, Кировоградской, Херсонской и Николаевской областей. Выход в эфир производится ежедневно.
Владельцем является Криворожский городской совет.
Аналоговое вещание велось с городской телевизионной вышки на 36 канале.
В эфир выходили телепрограммы «Мисто», «Визит», «Инспекция по…», «Руданочка», «В гостях у Ладика и Маши», «Заочные экскурсии» и другие.